# Unga läkare (TV-serie)
Unga läkare är en svensk dokusåpa som hade premiär på Kanal 5 den 29 mars 2012 och som handlar om åtta nyutbildade läkare och deras arbete på Skånes universitetssjukhus i Lund och Malmö. Serien bygger på BBC:s tv-serie AT-läkarna, som har sänts i SVT.
Den första säsongen spelades in hösten 2011. Premiäravsnittet sågs av 317 000 personer.

## Deltagare
Oskar: AT-läkare som är utbildad i Umeå och Lund och har tidigare läst på musikhögskolan. Han gillar matlagning och musik.
Elly: Underläkare som är utbildad i Budapest. Hon gillar rysk litteratur och som drömmer om att öppna en egen klinik.
Johannes: AT-läkare med ett stort musikintresse. Han har tidigare jobbat som personlig assistent och läst konstvetenskap.
Fanny: AT-läkare som gillar bl.a. fantasyböcker, filmer, måleri och keramik.
Björn: ST-läkare som är utbildad i Lund och är intresserad av musik.
Igor: AT-läkare som är utbildad i Lund och Malmö. Han är intresserad av sång och musik.
Johan: AT-läkare som är utbildad i Danmark och ägnar fritiden åt bl.a. träning och måleri.
Karolina: AT-läkare som är mat- och vinintresserad.

## Handling
Avsnitt 1: Oskar, Elly och Johannes första pass som AT-läkare på akuten i Malmö. Oskar träffar en patient med fläckar på kroppen medan Johannes patient försvunnit. Elly gör sitt första ryggmärgsprov. I Lund räddar Johan och Björn en patient i livets slutskede.
Avsnitt 2: Karolina ska jobba med cancerpatienter och träffar en kvinna som har kämpat mot sin cancer i många år. Igor och Johan tränar på att göra stygn, på bananer.
Avsnitt 3: AT-läkaren Igor gör sin första dag på barnakuten i Lund och han får ta hand om små patienter som inte är lätta att handskas med. Johan får in en ung tjej som har ont i magen och hon måste opereras. Vi får följa med några läkare när de spelar bowling.
Avsnitt 4: Johannes är på ortoped-akuten och får för första gången vara med på ett larm, det är en kille som fallit fem meter. Oskar möter en man kräver att bli inlagd fastän det inte är något akut fel på honom. Johan ska för första gången vara med på ett kejsarsnitt.
Avsnitt 5: Elly jobbar natt på akuten och en man som inte kan gå utan bara gråter kommer in. Igor har börjat på hjärt- och kärlavdelningen och får vara med på en hjärtoperation. Vi följer med Björn och Igor på ett av de spex som de skådespelar i.
Avsnitt 6: Oskar och Elly möter en kvinna som de måste delge ett mycket allvarligt besked. Igor får testa att handleda en ung kollega. Fanny är på ännu en ny avdelning, och vi får följa med när Johannes, Oskar, Karolina och Fanny tar en after work.
Avsnitt 7: AT-läkaren Fanny arbetar på neurologavdelningen på lasarettet i Lund. AT-läkaren Johan gör samtidigt sin första dag på öron-näsa-halsavdelningen på samma sjukhus.
Avsnitt 8: Elly drömmer om att arbeta på kvinnokliniken och blir glad när hon får testa att arbeta där. Fanny pratar med sin handledare om läkarspråket. Akutläkaren Björn får larm om en patient som försökt begå självmord.
Avsnitt 9: Elly går ronden och Björn får för första gången söva en person själv, och vi träffar honom hemma hos honom där han berättar om sin dyslexi. Johan får vara med på en robotoperation och vi får följa med honom hem där han berättar om sitt prylintresse.
Avsnitt 10: På akuten ska Johan ta hand om en kvinna med yrsel, vilket kan vara en blödning eller stroke. Oskar tar hand om en väldigt sjuk patient, han måste göra ett blodgasprov. Elly jobbar idag på förlossningsavdelningen och hon är mycket nyfiken.